# Munizipalität Kobuleti
Die Munizipalität Kobuleti (georgisch ქობულეთის მუნიციპალიტეტი, Kobuletis munizipaliteti) ist eine Verwaltungseinheit (etwa entsprechend einem Landkreis) in der Autonomen Republik Adscharien im Westen Georgiens, an der Küste des Schwarzen Meeres. Sie hat 71.800 Einwohner (Stand: 2021).

## Geographie
Das Verwaltungszentrum der Munizipalität Kobuleti ist die gleichnamige Stadt Kobuleti. Die Fläche beträgt 720 km². Die Einwohnerzahl war mit 74.794 (2014) gegenüber der vorangegangenen Volkszählung (88.063 Einwohner 2002) stark gesunken.
Bevölkerungsentwicklung
Anmerkung: Volkszählungsdaten

Im Norden wird sie von der Munizipalität Osurgeti, im Südwesten von der Stadt Batumi und der Munizipalität Chelwatschauri, im Süden von der Munizipalität Keda und im Südosten von der Munizipalität Schuachewi begrenzt. Das Klima ist in den flachen Teilen subtropisch. Die durchschnittliche Niederschlagsmenge beträgt 2500–3000 mm, die durchschnittliche Jahrestemperatur liegt zwischen 13 °C und 15 °C. Die wichtigsten Flüsse der Munizipalität Kobuleti sind der Tscholoki an der Nordgrenze und der bei Kobuleti ins Meer mündende Kintrischi. Der höchste Berg ist der Qanli (ყანლი) mit 2987 m Höhe im Meschetischen Gebirge, das sich durch den Ostteil der Munizipalität zieht. Bekannt ist der kleine, 7 Meter tiefe „Schwarze See“ (შავი ტბა, Schawi tba).
Die größten Ortschaften neben Kobuleti (16.546 Einwohner) und den Minderstädten Otschchamuri (5.355 Einwohner) und Tschakwi (6.720 Einwohner) sind mit jeweils über 2000 Einwohnern die Dörfer Boboqwati, Chuzubani, Dagwa, Kobuleti (eigenständiges Dorf etwa zehn Kilometer östlich der gleichnamigen Stadt), Leghwa, Muchaestate, Tschaissubani und Zichisdsiri (2014).
Die Munizipalität gliedert sich in die eigenständigen Einheiten Stadt Kobuleti und Minderstadt (georgisch daba, დაბა) Otschchamuri sowie 19 weitere Gemeinden (für eine Minderstadt „Territorialorgan“, georgisch teritoriuli organo, ტერიტორიული ორგანო genannt; für Dörfer georgisch temi, თემი beziehungsweise bei nur einer Ortschaft einfach „Dorf“, georgisch sopeli, სოფელი) mit insgesamt 49 Ortschaften:
| Gemeinde      | Anzahl Ortschaften | Einwohner (2014) |
| ------------- | ------------------ | ---------------- |
| Alambari      | 2                  | 2145             |
| Atschqwistawi | 1                  | 1057             |
| Boboqwati     | 2                  | 2827             |
| Chala         | 3                  | 2861             |
| Chuzubani     | 3                  | 5084             |
| Dagwa         | 1                  | 2032             |
| Gwara         | 2                  | 1409             |
| Kakuti        | 4                  | 1621             |
| Kobuleti      | 3                  | 3273             |
| Kwirike       | 3                  | 4110             |
| Leghwa        | 3                  | 3182             |
| Muchaestate   | 1                  | 2045             |
| Satschino     | 3                  | 2931             |
| Seniti        | 1                  | 764              |
| Tschachati    | 9 1                | 610              |
| Tschaissubani | 1                  | 2847             |
| Tschakwi 2    | 3                  | 8574             |
| Zichisdsiri   | 3                  | 4162             |
| Zqawroka      | 1                  | 1359             |

## Sehenswürdigkeiten
Die Munizipalität Kobuleti ist reich an steinzeitlichen, antiken und mittelalterlichen Denkmalen und Sehenswürdigkeiten. Auf dem Gebiet der Munizipalität liegen die steinzeitliche Siedlung Kintrischi sowie die bronzezeitliche Siedlung Tschaissubani. Bei Zichisdsiri sind Überreste der antiken Stadt Petra erhalten. Des Weiteren existieren mehrere mittelalterliche Festungen und Burgen.
In der Munizipalität Kobuleti gibt es mehrere Seekurorte wie Kobuleti und Zichisdsiri.